# Самутсакхон (провінція)
Самутсакхо́н — провінція (чангват) в Центральному регіоні Таїланду. На заході межує з провінціями Самутсонгкхрам та Ратчабурі, на півночі — з провінцією Накхонпатхом, та на сході — з метрополією Бангкока.
Адміністративний центр — місто Самутсакхон.
Площа провінції становить 872,3 км², 72 місце серед усіх провінцій Таїланду.
Населення становить 466 281 особа (2000), 53 місце в країні.
Провінція розташована в гирлі річки Чінклонг, рукава річки Чаопхрая. На півдні омивається Сіамською затокою Тихого океану, узбережжя якого використовується для видобування солі.
Древня назва області — Тхачін, що походить від назви торговельного порту в гирлі річки Тхачін, де вели торгівлю з китайцями. 1548 року було засноване місто Сакхонбурі, з 1704 року — Махачай (від назви каналу, який з'єднав місто з річкою Тхачін). Пізніше король Монгкут переймунав місто на сучасну назву, але стара назва й досі використовується старожилами.

## Адміністративний поділ

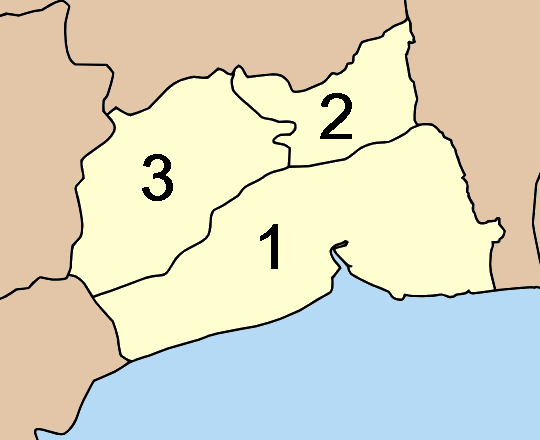
Райони

Провінція поділяється на 3 райони (ампхе), які поділяються на 40 субрайонів (тамбон) та 288 поселень (мубан). Провінція має 1 місто (тхесабан-накхон), 2 містечка (тхесабан-муенг) та 4 міських селища (тхесабан-тамбон).
| № | Район       | Площа, км² | Населення, осіб |
| - | ----------- | ---------- | --------------- |
| 1 | Самутсакхон | 492,0      | 222 747         |
| 2 | Кратхумбен  | 135,3      | 138 309         |
| 3 | Бампхео     | 245,0      | 90 961          |